# リヒャルト・ヴィッサー
リヒャルト・ヴィッサー(独: Richard Wisser、1927年1月5日 - 2019年3月12日) は、現代ドイツの実存哲学者、倫理学者。ハイデッガー研究、そしてクロアチアにおける多大な人道的、哲学的貢献で知られる。

## 生涯
1927年、ドイツのヴォルムスに生まれる。1943年に16歳で兵役に招集。戦後、捕虜となりニースで2年間を過ごす。
マインツ大学で哲学、心理学、比較文化学を学ぶ。1954年にはフリッツ=ヨーアヒム・フォン・リンテレンの指導のもと「ライプニッツとヴィーコ　二人の思想家の関係と精神の歴史に対する法の哲学の意義(独: Leibniz und Vico. Das Verhältnis beider Denker und die Bedeutung der Philosophie des Rechts für die Geschichte des Geistes)」で哲学博士号を取得し、その後同大学で助手を務める。
1965年に「ニコラウス・クザーヌスの作品における能力と認知について(独: Vom Können und Erkennen bei Nikolaus Cusanus)」でハビリタチオン (大学教授資格)を得て、1971年、マインツ大学で哲学の教授に就任。主にマルティン・ハイデガーとカール・ヤスパースの実存哲学を研究した。1969年9月17日にはハイデッガー初のテレビ対談を実現させる。
1979年からはユーゴスラビア社会主義連邦共和国(現クロアチア)のドゥブロニクにある、インター・ユニバーシティ・センター・ドゥブロニク(IUC)を中心にザグレブ大学のブランコ・ボシュニャク(克: Branko Bošnjak)らと活動、哲学の国際ゼミナールを数多く主催する。しかし、1991年6月にクロアチア共和国が独立宣言をし、クロアチア紛争が勃発、停戦までの10ヶ月の間にドゥブロニクは艦砲射撃を受け、インター・ユニバーシティ・センター・ドゥブロニクは完全に破壊された。これによりゼミナールは停止したが、ヴィッサーは援助物資の輸送、義援金募集など、市民救助に奔走した。戦後も支援を続け、市民への助力、焼失したインター・ユニバーシティ・センター・ドゥブロニクの再建のための寄付金を集めることなどに尽力した。後にクロアチアにおける多大なる貢献を表彰して、カタリナ・ズリンスキの肖像を添えたクロアチア星勲章がクロアチア政府から贈られた。
1988年秋に来日し、早稲田大学に客員教授として滞在。滞在中の10月14日、日本倫理学会第39回大会にて特別講演「『真なる』ヴィーコの発見について」を行う。
1998年から副学部長、学部長を歴任し、マインツ大学名誉教授となる。
1992年にドイツ連邦共和国功労勲章を受章。1971年のヴォルムス覚書(独: Wormser Memorandum)の発起人としての貢献に対し、2007年にはヴォルムス市の名誉の指輪(独: Ehrenring der Stadt Worms ausgezeichnet)が授与された。2017年3月24日、クロアチア国家勲章を受章。
2019年、ヴォルムスで死去。

## 著作
- Leibniz und Vico. Das Verhältnis beider Denker und die Bedeutung der Philosophie des Rechts für die Geschichte des Geistes, Mainz 1954
- Sinn und Sein. Ein philosophisches Symposion. Fritz Joachim v. Rintelen gewidmet. Niemeyer, Tübingen 1960
- Vom Können und Erkennen bei Nikolaus Cusanus, Mainz 1965
- Integritas. Geistige Wandlung und menschliche Wirklichkeit. Karl Holzamer gewidmet. (Hrsg. mit Dieter Stolte) Rainer Wunderlich Verlag Hermann Leins, Tübingen 1966
- Humanismus und Wissenshaft in der Sicht Martin Heideggers, Tübingen 1966
- Verantwortung im Wandel der Zeit. Einübung in geistiges Handeln: Jaspers, Buber, C. F. v. Weizsäcker, Guardini, Heidegger. Von Hase & Koehler Verlag, Mainz 1967
「責任」の問題を広範囲に論じたヴィッサーの主著
- Martin Heidegger im Gespräch, München 1970 
川原栄峰訳『ハイデッガーは語る』理想社、1973年
- Die Frage nach dem Menschen, In: Wissenshaft und Weltbild 24, Mainz 1971
- Vom „Wesen" der Kunst. Kunst-Bestimmungen und die Bestimmung durch Kunst. In: Areopag, 8, Jg., Mainz 1973 n Hase & 
河野真訳「芸術の『本質』について——芸術-規定と芸術による規定」実存主義協会編『実存主義』第83号、1978年収録
- Aneignung und Untersceidung. Existenzphilosophie im Kampf um Existenz der Philosophie. Karl Jaspers und Martin Heidegger, Im: Theologie und Philosophie 59, 1984 Von Hase & Koehler Verlag, Mainz 1967
関口浩・稲田知巳訳「哲学の実存をめぐる闘いとしての実存哲学——ヤスパースとハイデッガーとにおけるわがものにすることと区別すること」実存思想協会編『哲学の根源』実存思想論集Ⅰ、1986年収録
- Martin Heidegger – Unterwegs im Denken. Symposion im 10. Todesjahr. Karl Alber, Freiburg i. Br. / München 1987
- Karl Jaspers – Philosophie in der Bewährung. Königshausen & Neumann, Würzburg 1995
- Kein Mensch ist einerlei – Spektrum und Aspekte „kritisch-krisischer Anthropologie“. Königshausen & Neumann, Würzburg 1997
- Vom Weg – Charakter philosophischen Denkens. Königshausen & Neumann, Würzburg 1998
- Übergänge – Wege zum Wesen in Gedichten. Hager, Stolzalpe 2012